# Karel Mihael Attems
Karel Mihael Attems (nemško Karl Michael von Attems), avstrijski rimskokatoliški nadškof, * 1. julij 1711, Gorica, † 18. februar 1774, Gorica.

## Življenjepis

### Otroštvo, mladost in izobrazba
Kot peti sin Janeza Franca in Elizabete Coronini se je rodil 1. julija 1711 v Gorici in bil krščen 4. julija istega meseca. Ni znano, ali se je zgodaj izobrazil v očetovi hiši ali pri goriških jezuitih, katerim je bil pred leti zaupan njegov starejši brat Sigismund. Vsekakor je zanj še pred očetovo smrtjo leta 1721 nenehno skrbela mati. Pri petnajstih letih, leta 1726, je bil Karel Mihael skupaj z leto dni starejšim bratom Ludvikom poslan v jezuitski kolegij v Gradec, kjer pa ni ostal dolgo, saj sta brata novembra 1727 vstopila v plemiški kolegij v Modeni. Tu je Sigismund, ki se je zaradi študija prava preselil v Salzburg, pravkar končal študij. Zdi se, da je bila izbira Modene za izobraževanje treh bratov posledica modnega dejstva, saj če je res, da do tedaj nihče z goriškega območja ni obiskoval plemiškega kolegija, je enako res, da se je med 17. stoletjem in začetkom naslednjega stoletja vpisalo veliko oseb z območja Furlanije in Trsta. Tja so prišli potomci družin Colloredo, Pers, Manin, Spilimbergo, Valvasone in Porcia, iz Trsta pa sta družini Petač in Brigido za izobraževanje svojih otrok izbrali Modeno. Učni načrt internata naj bi zagotavljal viteško kulturo, primerno družbenemu položaju učencev. Poezija in gledališče sta bila uporabljena, da bi bili učenci priložnostni in živahni, poučevanje "posvetnih" vrlin, kot so petje, glasba in ples, pa je prav tako veljalo za sestavni del učnega načrta. V dopisovanju med njuno materjo Elizabeto in rektorjem kolegija Bartolomeom Sassarinijem beremo o napredku bratov pri študiju, pri čemer se je bolj izkazal Karel Mihael, ki je po drugi strani kazal določen odpor do viteškega sektorja izobraževanja. Nagnjenost k cerkveni karieri se je kazala od leta 1729 dalje. Neuspešno je poskušal biti sprejet v Germanski kolegij v Rimu. Njegov brat Sigismund si je ta neuspeh razlagal kot dejstvo, da fant pred tem ni študiral pri jezuitih. V resnici je bilo tako, kot mu je pojasnil kardinal Filip Ludvik Sinzendorf, na katerega se je Sigismund obrnil po podporo, zato, ker je prihajal iz italijanske izobraževalne ustanove, sprejem v kolegij pa je bil mogoč le za dijake iz nemških dežel. Tako zelo, da mu je predlagal, naj svojega mlajšega brata za eno leto preseli v Nemčijo in ponovno poskusi za sprejem.

### Posvečenje
Po končanem študiju v Modeni se je Karel Mihael leta 1732 preselil v Rim, kjer se je vpisal v kolegij Sapienze in obiskoval skupino nekdanjih študentov kolegija v Modeni, ki jim je vojvoda Rinaldo I. Este dal na voljo svojo vilo v Tivoliju, ter skupino Furlanov, med katerimi sta bila Giusto Fontanini in kardinal Leandro Porcia. Prav tako je užival zaščito uglednih osebnosti, kot so kardinali Alvaro Cienfuegos, Antonio Saverio Gentili in Cosmas Imperiali. 20. julija 1735 je prejel diplomo in utroque jure in 6. januarja 1737 ga je antiohijski patriarh Joahim Almanara posvetil v duhovnika.
Konec leta 1735 ga je papež Klemen XII. imenoval za prošta v Bettenbrunnu pri Heidelbergu, kjer je leta 1739 začel opravljati pastoralno delo. Leta 1737 je postal kanonik baselskega kapitlja in zamenjal Jakoba Sigismunda Reinach-Steinbrunna, ki je bil imenovan za škofa tega sedeža. Leta 1745 je postal tudi blagajnik istega kapitlja. Leta 1738 je postal častni komornik Klementa XII. z nalogo, da kardinalski biret odnese passavskemu škofu Jožefu Dominiku Lambergu. Med potovanjem se je ustavil na Dunaju in spoznal Marijo Terezijo. V tem obdobju se je pojavila možnost, da se reši večstoletno vprašanje oglejskega patriarhata. Tudi po izgubi svetne oblasti patriarha je bila ta funkcija še naprej v pristojnosti beneškega plemstva, čeprav je patriarhova jurisdikcija segala daleč na habsburška ozemlja. To je povzročilo veliko odpora in sovražnosti med stranema, dokler ni cesar Ferdinand II. leta 1628 patriarhu prepovedal vstop na njemu duhovno podrejena ozemlja znotraj cesarskih meja. Že nekaj časa je obstajala potreba po odcepitvi avstrijskih ozemelj od patriarhata in ustanovitvi nove škofije, vendar so bili poskusi v prejšnjih stoletjih neuspešni. Cesarica Marija Terezija in papež Benedikt XIV. sta združila svoja prizadevanja, da bi dosegla sklep. Prvi korak je bilo imenovanje apostolskega vikarja za ozemlja a parte Imperii oglejske škofije; izbira je padla na Attemsa, ki je bil v ta namen imenovan za škofa najprej v Menitu, nato pa, ker ni bilo zanesljivih podatkov o dejanski izpraznjenosti te škofije, v Pergamonu, 20. julija 1750. Najpomembnejša novost je bilo imenovanje avstrijskega podložnika. V škofa ga je 24. avgusta v Ljubljani posvetil Ernest Attems, mestni škof, ob pomoči tržaškega škofa Leopolda Petazzija in pičenskega škofa Bonifacija Ceccottija. Ob kratkem imenovanju za apostolskega vikarja je prejel tudi nalog za izvedbo prve pastoralne vizitacije. V enem letu, od oktobra 1750 dalje, je obiskal Gorico, Furlanijo, slovensko Štajersko, Koroško in Kranjsko. Medtem se je proces, sprožen z ustanovitvijo apostolskega vikariata, hitro razvijal v smeri ustanovitve nove škofije, kar je finančno omogočila zapuščina Agostina Codellija, ki je v ta namen zagotovil 110.000 florintov in v zameno dobil pravico predstaviti prvega škofa goriške cerkve.

### Ustanovitev goriške nadškofije
Kljub odporu in protestom Benetk je patriarhat dokončno ukinil Benedikt XIV. z bulo Iniuncta Nobis z dne 17. julija 1751. Ustanovljeni sta bili dve novi škofiji: Videm za beneški del patriarhalnega ozemlja in Gorica za avstrijski del. Zadnji patriarh Daniele Delfino je ostal na čelu videmske nadškofije, medtem ko je bil za goriško nadškofijo imenovan apostolski vikar (18. aprila 1752). Attems je 30. avgusta v goriški katedrali prejel palij; istega dne mu je bila podeljena posest in temporal. Nova nadškofija je obsegala ozemeljsko najpomembnejši del ukinjenega patriarhata. Raztezala se je na zelo velikem ozemlju od Drave do Jadrana, od Hrvaške do Furlanske nižine, politično pa je vključevala Goriško in Gradiško grofijo, vojvodino Kranjsko (z izjemo Ljubljane), ozemlja južno od Drave v vojvodinah Štajerska in Koroška, Cortino d'Ampezzo na Tirolskem in nekaj krajev na Hrvaškem. Dve tretjini vernikov sta govorili slovensko, preostali del je bil furlansko in nemško govoreči. Goriška nadškofija je imela za sufragane škofije Como, Pičen, Trento in Trst. Gorica, ki je takrat štela med sedem in osem tisoč prebivalcev, je postala nadškofijsko središče in je bila središče obsežne in zapletene stvarnosti. Do leta 1767 je Attems nadaljeval s pastoralnimi obiski svoje obsežne škofije, ki je obsegala okoli 400 župnij in vikariatov. Na Koroškem, kjer je bil prisoten protestantski element, je prav tako pošiljal misijonarje in pogosteje ponavljal obiske. Ti (akti, zbrani v štiriindvajsetih zvezkih, so shranjeni v arhivu nadškofijske kurije v Gorici) so bili izvedeni z veliko skrbnostjo in pozornostjo do resničnih duhovnih potreb vernikov. Ob teh priložnostih je pokazal svojo pozornost do liturgičnih znamenj: osebno je podeljeval zakramente, obiskoval bolnike, pridigal in vodil katehezo za odrasle in otroke, pri čemer je uporabljal jezike, ki so se uporabljali na različnih ozemljih škofije. Pomagal je pri poučevanju nauka in preverjal usposobljenost duhovnikov. Menil je, da je ustrezna priprava duhovnikov za skrb za duše temeljnega pomena, in si prizadeval za ustanovitev škofijskega semenišča. Za njegovo ustanovitev je bilo poleg odobritve Rima potrebno tudi politično in gospodarsko soglasje dunajskega dvora. Že aprila 1754 je dvoru pojasnil potrebo po takšni ustanovi za izobraževanje sposobnih duhovnikov ter poudaril, da je zaradi obsežnosti škofije in raznolikosti njenega prebivalstva semenišče nujno potrebno za pastoralno dejavnost. Prošnji ni bilo ugodeno. Zato je leta 1757 odprl domus presbyteralis za enoletno brezplačno usposabljanje novih duhovnikov, namenjenih skrbi za duše. Da bi omogočil hitro širjenje odlokov in pastoralnih pisem, je 4. januarja 1754 odprl nadškofovo tiskarno, prvo v mestu, ki je bila zaupana Benečanu Giuseppeju Tommasiniju.
Zaradi močne zavesti o škofovskih pastoralnih dolžnostih, predvsem o bivanju, je leta 1757 zavrnil odločitev dunajskega dvora, da mu podeli izpraznjeno ljubljansko škofijo. Velika škofija je potrebovala kapilarno organizacijo, zato se je zavzemal za ustanovitev novih vikariatov, v večjih župnijah pa je poleg župnika postavil sodelavce. V skladu z izbiro Benedikta XIV. in z vladarjevo odobritvijo je zmanjšal število praznikov, ki so veljali za preštevilne, tudi zato, ker so kmetje zlasti v poletnih mesecih težko prenehali z delom na poljih. Posvetil se je poenostavitvi in racionalizaciji pobožnosti, pri čemer je skrbno pazil na ljudsko pobožnost, ki bi zlahka prešla v praznoverje, kar dokazujejo številne navedbe o procesijah, verskih praznikih in bratovščinah. Že leta 1757 je Dunaj zaprosil, naj skliče škofijsko sinodo, na kateri bi lahko bolje opredelili in kodificirali pastoralne in disciplinske smernice. Prvo zasedanje se je začelo šele 15. oktobra 1768 in je trajalo štiri dni. Sinodalne konstitucije v petinštiridesetih členih so bile na Dunaju popravljene in cenzurirane: ko so jih poslali nazaj v Gorico, Attems ni razmišljal o njihovi objavi. Vztrajal je na protijuridikalnem stališču in se izrekel proti zatiranju Družbe Jezusove ter proti zakonom o omejevanju verskih redov. Njegova nesoglasja z dunajskim dvorom nikakor niso zmanjšala spoštovanja, ki ga je užival pri Mariji Tereziji, ki ga je že leta 1751 imenovala za intimnega državnega svetnika. Drugo pomembno priznanje mu je Jožef II. podelil leta 1766: postal je knez Svetega rimskega cesarstva, dostojanstvo, ki je bilo pozneje povezano z nadškofijo. V svoji službi se je nenehno posvečal revnim; to dokazujejo njegovi številni ukrepi v njihovo korist. Odprl je zastavljalnico in jim dal svojo doto. Leta 1756 je dosegel odprtje bolnišnice sv. Rafaela, ki je nudila zatočišče starim in onemoglim. V času hude lakote v škofiji je storil vse, kar je bilo v njegovi moči, in za pomoč prosil lokalno vlado in Dunaj. Njegova hiša je bila vedno odprta revežem. Njegova vztrajna prizadevanja za sodobno organizacijo škofije in pastoralna skrb ga niso ovirala pri reševanju velikih teoloških in cerkvenih problemov, ki so zadevali Vesoljno cerkev. Leta 1764, ko se je v Gorici mudil veliki kancler Rusije Mihael Woronzov, se je z njim začel pogovarjati o projektu unije z Vzhodno cerkvijo. 

### Starost in smrt
Utrujenost zaradi vztrajne predanosti pastoralni službi in slabo zdravje, ki se je leta 1768 še poslabšalo zaradi bolezni, verjetno srčne narave, sta mu svetovala, naj Dunaj in Sveti sedež zaprosi za škofa koadjutorja, za katerega je navedel svojega koadjutorja in dekana metropolitanskega kapitlja Rudolfa Jožefa Edlinga, ki je bil škofovsko posvečen 4. februarja 1770. Umrl je 16. februarja 1774 za posledicami kapi, njegovo truplo pa so po njegovi želji pokopali v semeniški cerkvi.